# Graneros (Tucumã)
Graneros é uma cidade da Argentina, capital do departamento de Graneros, província de Tucumã.